# ادموندو روس
ادموندو رس (به انگلیسی: Edmundo Ros) (۱۹۱۰-۲۰۱۱) نوازنده و خواننده و رهبر ارکستر اهل ترینیداد بود که در بریتانیا کار می‌کرد. او ارکستر بسیار محبوبی را اداره می‌کرد که آهنگ‌های آمریکای لاتین را اجرا می‌کرد. از او صفحه‌ها و آلبوم‌های زیادی منتشر شد و نیز صاحب یک باشگاه شبانه در لندن بود.